# モーフェットビル競馬場
モーフェットビル競馬場（英: Morphettville Racecourse）はオーストラリア・南オーストラリア州のアデレード市モーフェットビルにある競馬場である。

## 概要
1876年1月3日に開場し、最初のレース開催が実施される。その後は経営難による不況や火事、第二次世界大戦に伴う競馬開催の中断があったものの、1972年には薄暮競走が開始され、またスタンド等の増改築を経てアデレードを代表する競馬場へ発展した。
2008年には近隣のビクトリアパーク競馬場が、翌2009年にはチェルトナムパーク競馬場がそれぞれ閉鎖されたため、アデレードにおける唯一の競馬場となった。

## コース
左回りの芝コースが2つあり、外側のコースは1周2307mで最後の直線は340m。2009年に新設された内側のコースは1周2100mで最後の直線は305mである。
調教コースはプロライドを敷設した人工馬場を使用している。

## 主な競走
G1競走
- オーストララシアンオークス
- サウスオーストラリアンダービー
- TABクラシック
- グッドウッドハンデキャップ

G2競走
- アデレードカップ
- クイーンオブザサウスステークス

G3競走
- サウスオーストラリアンフィリーズクラシック
- ロバート.A.リーステークス
- SAJCブリーダーズステークス
- SAJCサイアーズプロデュースステークス
- SAJCスプリングステークス
- SAJCチェアマンズステークス
- プラウドミスステークス
- オーラリアステークス

## 交通
- アデレード市街地及びアデレード空港から車で15分ほどである。
- 市街地のノーステラスやビクトリアスクウェアからモーズリースクウェアもしくはグレネルグ行きの路面電車、またはアデレードメトロバスに乗車し、競馬場周辺のモーフェットロードで下車する。